# 龍門福德廟
龍門福德廟，或稱龍門土地公廟，台灣澎湖縣湖西鄉龍門村的土地公祠，位於龍門鼓浪裡正角海濱。

## 沿革
龍門福德廟的土地公原是一落難神明，四處漂流於海上。民國72年（1983年），一名從宜蘭縣來澎湖服兵役的青年賴汶然在龍門裡正角海濱偶然拾獲，不忍神像遭受風吹雨打，便偕同漁民李順替土地公過火，並在原處搭建一簡易神龕奉祀。:325-326民國74年（1985年），龍門村民林正男發起土地廟整建工程，偕同村民募捐、協作之下，龍門福德廟於同年竣工。
民國101年（2012年）農曆的五月初八，龍門福德廟遭到不明原因焚毀，幸賴善男信女大德捐助重修經費，重塑新的土地公金身，並於農曆六月初四五時重新入火安座，即為現貌。
廟內亦供奉文財神爺比干與范蠡，武財神爺趙公明和關公，尚供有彌勒佛金身，香火鼎盛。:326
廟前的「福德古井」存在歷史較土地公祠悠久，過去也有靈驗非凡、時時保佑村民的讚譽。

## 圖輯

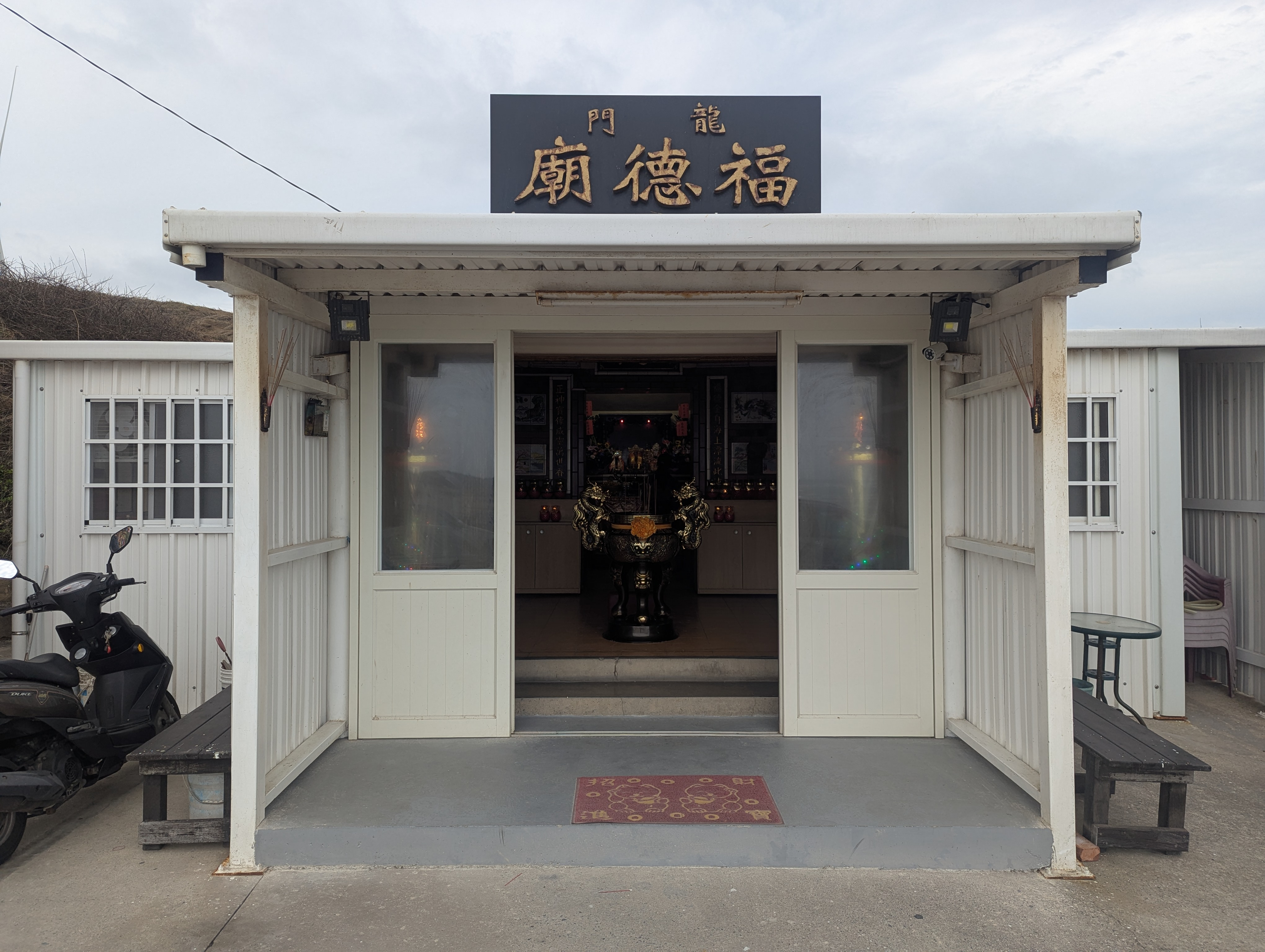
立面
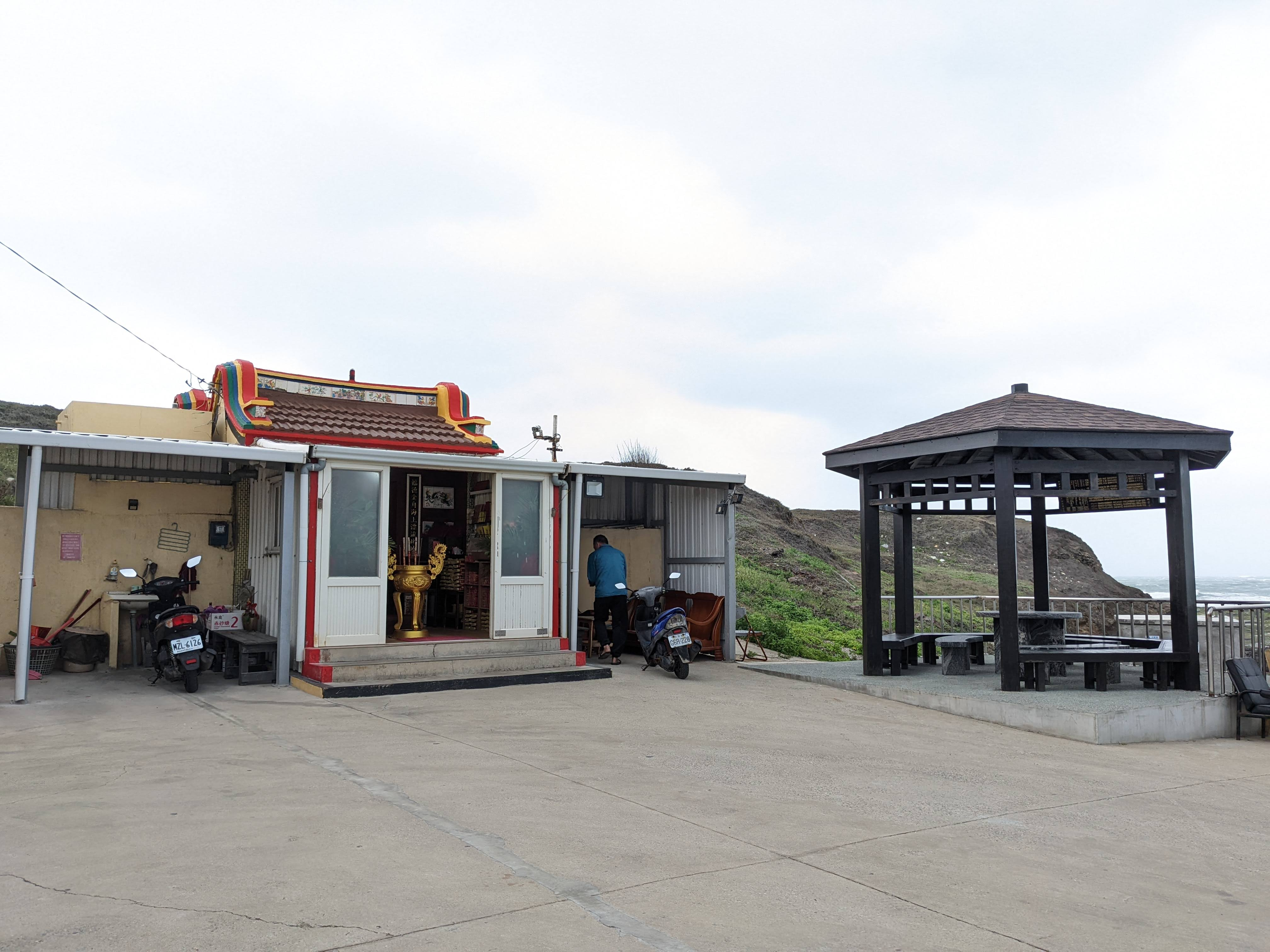
福德廟、涼亭
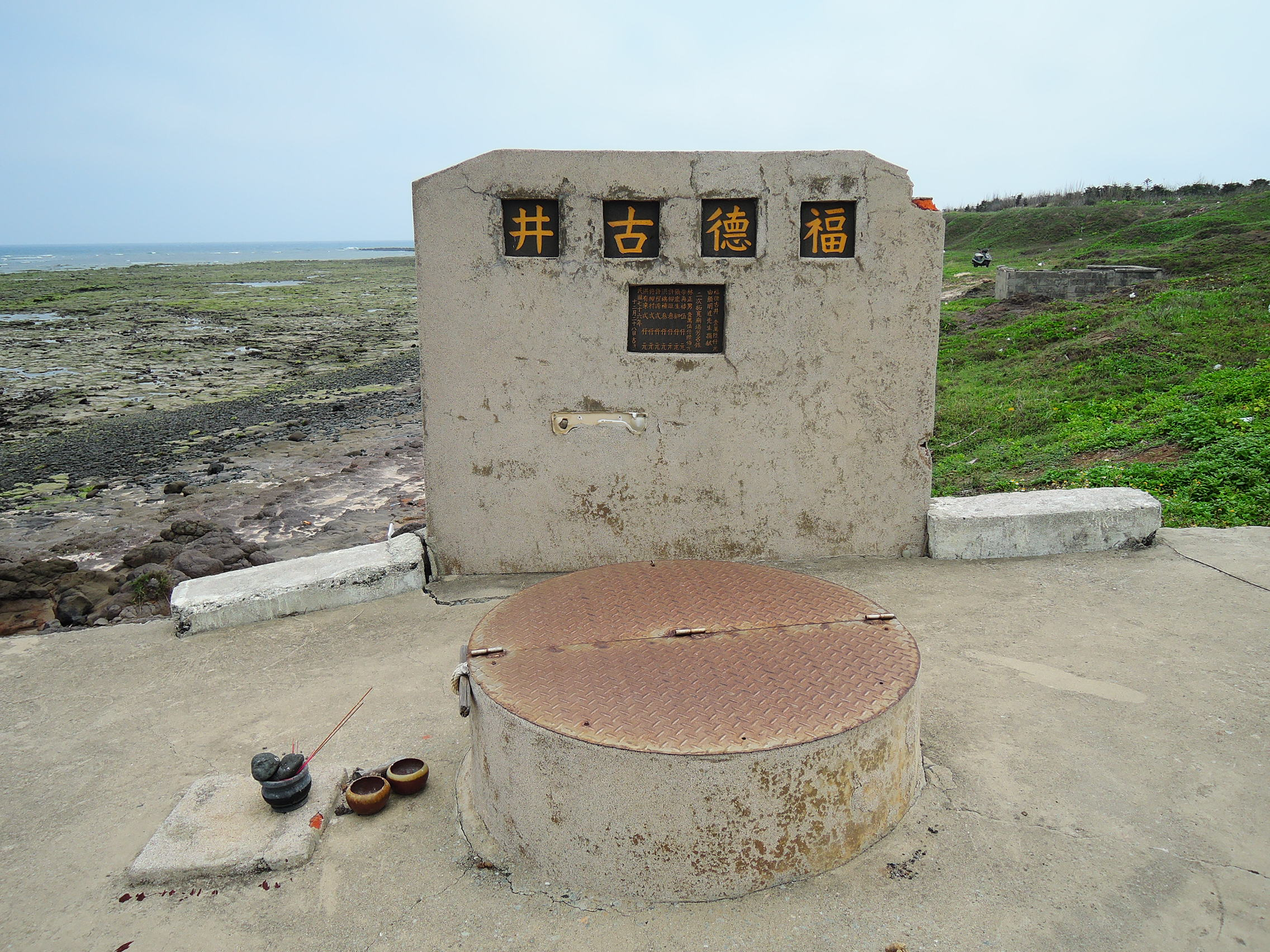
福德古井
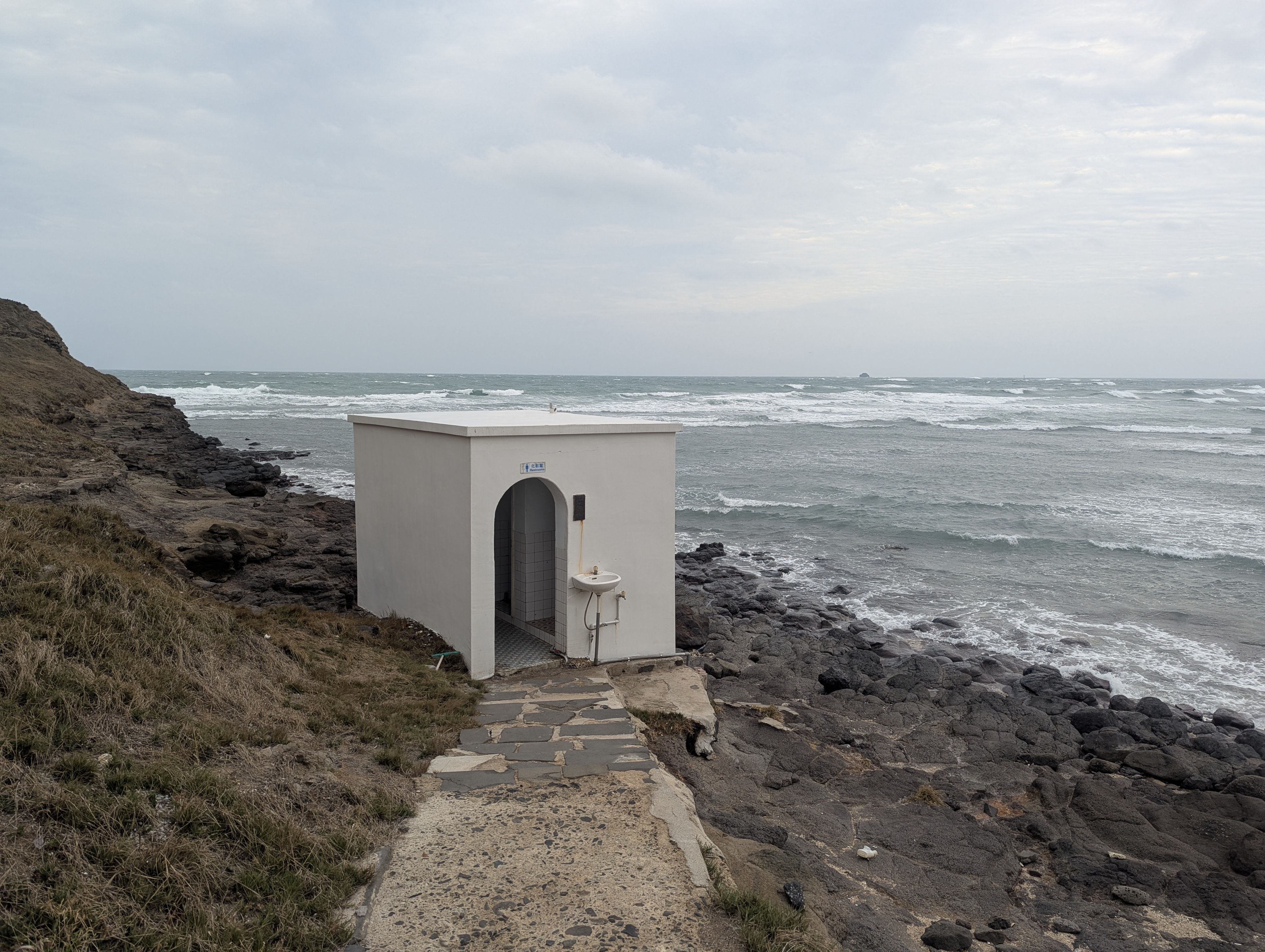
裡正角海濱
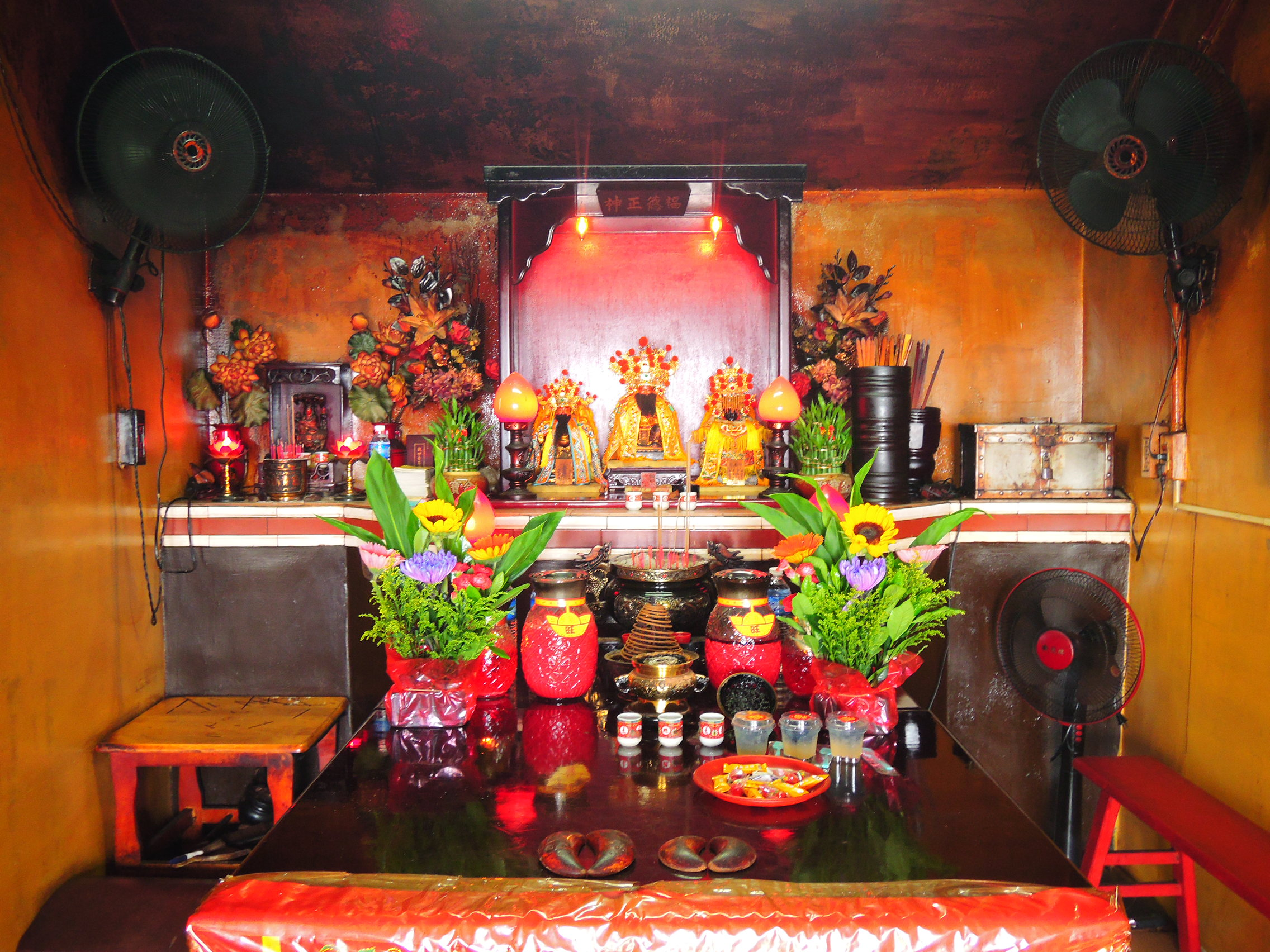
神案